# 春口翼
春口 翼（はるぐち つばさ、1979年12月18日 - ）は、日本の元ラグビー選手。現在ジャパンラグビーリーグワンリコーブラックラムズ東京の広報担当を務めている。

## プロフィール
- 神奈川県出身。
- ポジションはスクラムハーフ(SH)。
- 身長 158 cm、体重 62 kg
- 全関東学院大学に選ばれたことがある[1]。
- 父の廣は元関東学院大学ラグビー部監督[2]。

## 略歴
高校からラグビーを始めた。
1998年、関東学院高校卒業後、関東学院大学に入る。
2002年、関東学院大学卒業後、リコー（現・リコーブラックラムズ東京）に加入。
2009年、現役を引退した。